# Matt Stone
Matthew Richard "Matt" Stone, född 26 maj 1971 i Houston, Texas, är en amerikansk manusförfattare, producent, musiker och röstskådespelare.
Stone är uppväxt i Littleton, Colorado. Han är mest känd för att tillsammans med Trey Parker skapat den animerade TV-serien South Park. Han är även en av medlemmarna i bandet DVDA, där han spelar trummor och bas. Stone och Parker har också tillsammans med författarkompositören Robert Lopez skapat den prisbelönta musikalen The Book of Mormon.

## Filmografi (urval)

### Som skådespelare
- 2004 – Team America (röster)
- 2002 – Bowling for Columbine
- 1999 – South Park - Bigger, longer & uncut (röster)
- 1998 – BASEketball
- 1997-Nutid - South Park (röster i TV-serie)
- 1997 – Orgazmo
- 1996 – Cannibal! The Musical
- 1995 – The Spirit of Christmas (röst i kortfilm)
- 1992 – The Spirit of Christmas (röst i kortfilm)

### Som manusförfattare
- 2004 – Team America
- 2001 – That's My Bush! (TV-serie)
- 1999 – South Park - Bigger, longer & uncut
- 1997-2011 - South Park (TV-serie)
- 1997 – Orgazmo
- 1996 – Cannibal! The Musical
- 1995 – The Spirit of Christmas (kortfilm)
- 1992 – The Spirit of Christmas (kortfilm)

### Som producent
- 2004 – Team America
- 2001 – That's My Bush! (TV-serie)
- 1999 – South Park - Bigger, longer & uncut
- 1997-Nutid - South Park (TV-serie)
- 1997 – Orgazmo
- 1996 – Cannibal! The Musical

## The Book of Mormon
Stone och Trey Parker träffade Robert Lopez under sommaren 2003 efter att ha sett musikalen Avenue Q, vilken Lopez var delaktig i både som författare, kompositör och lyricist. Lopez nämnde att han ville skapa något som skulle handla om profeten Joseph Smith. Den då Team America-aktuella duon hade tänkt i samma banor, och de tre slog sig ihop.
Resultatet blev en prisbelönad musikal. The Book of Mormon, som klassas som religiös satir, handlar om två unga mormoner som skickas på ett tvåårigt missionsuppdrag i Uganda.
Musikalen hade premiär på Broadway's Eugene O'Neill Theatre den 24 mars 2011, efter en månad av förhandsvisningar, med Andrew Rannells och Josh Gad i huvudrollerna. 2012 började en turné med musikalen runt USA, som kom att fortsätta till 2016. 2012-2013 fanns även en uppsättning i Chicago. Den 25 februari 2013 öppnade musikalen på Prince of Wales Theatre i London's West End. Gavin Creel och Jared Gertner hade spelat huvudrollerna under en del av USA-turnén och de repriserade dem i London. Flera turnéer och uppsättningar har funnits under åren, bland annat en i Sverige. Musikalen hade premiär i januari 2017 på Chinateatern i Stockholm med Linus Wahlgren och Per Andersson i huvudrollerna.

## Utmärkelser
- 1997 - CableACE - Bästa animation för South Park
- 1998 - Nova Award - Mest lovande TV-producent för South Park
- 1999 - Annie Award - Bästa manus för South Park - Bigger, longer & uncut
- 2000 - MTV Movie Award - Bästa musikaliska framförande för South Park - Bigger, longer & uncut
- 2003 - Maverick Filmmakers Award
- 2005 - Emmy Award - Bästa animation, kortare än en timme för South Park
- 2007 - Emmy Award - Bästa animation, kortare än en timme för South Park